# Angela Manalang-Gloria
Pour les articles homonymes, voir Gloria.
Angela Manalang-Gloria (1907–1995) est une poétesse philippine de langue anglaise,,.

## Jeunesse
Angela Marie Legaspi Manalang naît le 24 août 1907 dans la municipalité de Guagua, située dans la province La Pampangue. Ses parents, Felipe Dizon Manalang et Tomasa Legaspi, s'installent dans la région de Bicol, plus spécifiquement à Tabaco.

## Études
Angela étudie à l'académie St. Agnès de Legazpi, dont elle sort major de promotion. Elle fréquente ensuite le St. Scholastica College de Manille, où ses écrits commencent à être remarqués.
Elle fait partie de la première génération de femmes étudiantes de l'université des Philippines. D'abord inscrite en droit sur conseil de son père, elle est remarquée par son institutrice C.V. Wickers, qui lui conseille de se consacrer à la littérature, et devient son mentor.
C'est à l'université des Philippines qu'elle rencontre le poète Jose Garcia Villa, et que naît entre eux la rivalité professionnelle qui durera toute leur vie. Les deux poètes visaient la position d'éditeur littéraire pour la publication hebdomadaire de l'université, The Philippine Collegian, que Manalang obtint et conserve pendant deux années consécutives.
Durant ses études, elle fait aussi la connaissance de Celedonio Gloria, avec lequel elle se finance puis se marie. Elle obtient son diplôme Ph.B (Bachelor in Philosophy) avec les plus grands honneurs (summa cum laude) en mars 1929.
Elle travaille ensuite pour le magazine Philippine Herald Mid-Week, mais est contrainte de s'arrêter peu de temps après, ayant contracté la tuberculose.

## Récompenses
Elle est l'autrice d'un recueil de poésie, Poems, publié en 1940 et révisé en 1950. Ce recueil contient une sélection de ses meilleurs travaux, ainsi que des poèmes non publiés écrits entre 1934 et 1938, et son dernier poème, Old Maid Walking on a City Street ("Servante âgée marchant dans la ville").
C'est avec cet ouvrage qu'elle participe à la première édition des Philippine's Commonwealth Literary Awards en 1940. Son poème Revolt from hymen ("Révolte depuis l'hymen"), qui dénonce le viol conjugal, ne reçut pas la faveur du jury exclusivement masculin, qui lui préféra Rafael Zulueta y da Costa et son poème Like the Molave.

## Vie privée

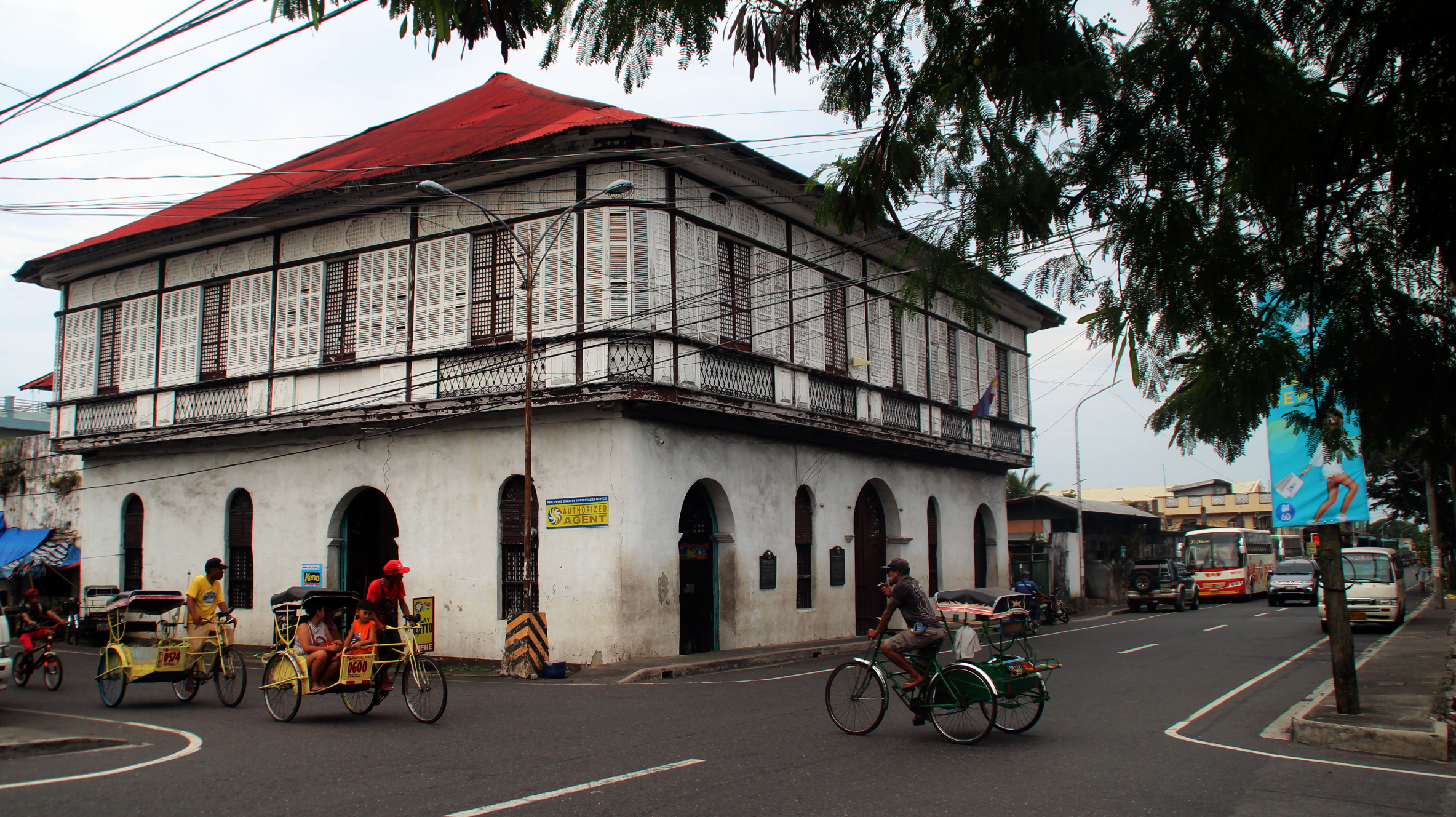
Vélo-taxis passant une rue près de la maison ancestrale Manalang Gloria Ancestral House, autrefois la Smith, Bell and Company House

Le 11 mars 1945, son mari Celedonio et son fils Ruben furent attaqués par une patrouille japonaise dans la ville d'Alitagtag, dans la province de Batangas. Son fils seul survécut à l'attaque, mais resta traumatisé et incapable de raconter l'événement. Devenue veuve avec trois enfants à charge, Angela Manalang-Gloria fut contrainte d'abandonner l'écriture et d'entrer dans le commerce de l'abaca, qu'elle géra avec succès.
Elle meurt le 19 août 1995 à Tabaco, dans la province d'Albay.